# Eucharis (insect)
Eucharis is een geslacht van vliesvleugeligen uit de familie Eucharitidae. De wetenschappelijke naam van dit geslacht is voor het eerst geldig gepubliceerd in 1804 door Latreille.

## Soorten
Het geslacht Eucharis omvat de volgende soorten:
- Eucharis acuminata Ruschka, 1924
- Eucharis adscendens (Fabricius, 1787)
- Eucharis affinis Boucek, 1956
- Eucharis alashanica Gussakovskiy, 1940
- Eucharis albipennis Boucek, 1956
- Eucharis alticola Gussakovskiy, 1940
- Eucharis anatolica Boucek, 1952
- Eucharis atrocyanea Gussakovskiy, 1940
- Eucharis bedeli (Cameron, 1891)
- Eucharis borceai Andriescu, 1968
- Eucharis bytinskisalzi Boucek, 1956
- Eucharis carinifera Gussakovskiy, 1940
- Eucharis casca Fernando, 1957
- Eucharis cassius Fernando, 1957
- Eucharis cuprea (Blanchard, 1840)
- Eucharis cyanella Gussakovskiy, 1940
- Eucharis decerodera Spinola, 1853
- Eucharis diaphana Gussakovskiy, 1940
- Eucharis dimidiata Gussakovskiy, 1940
- Eucharis dobrogica Andriescu, 1968
- Eucharis esakii Ishii, 1938
- Eucharis fulviventris Gussakovskiy, 1940
- Eucharis globosa Radoszkowsky, 1873
- Eucharis gussakovskii Nikol'skaya, 1952
- Eucharis hissariensis Gussakovskiy, 1940
- Eucharis hyalina Gussakovskiy, 1940
- Eucharis hyalinipennis Hoffer & Novicky, 1954
- Eucharis intermedia Ruschka, 1924
- Eucharis leviceps Cameron, 1909
- Eucharis marani Boucek, 1956
- Eucharis melantheus Fernando, 1957
- Eucharis microcephala Boucek, 1956
- Eucharis nana Gussakovskiy, 1940
- Eucharis nigriventris Boucek, 1956
- Eucharis parvula Gussakovskiy, 1940
- Eucharis przhevalskii Gussakovskiy, 1940
- Eucharis punctata Förster, 1859
- Eucharis pusilla Nikol'skaya, 1952
- Eucharis reticulata Ruschka, 1924
- Eucharis ruficornis Gussakovskiy, 1940
- Eucharis rugulosa Gussakovskiy, 1940
- Eucharis schmiedeknechti Ruschka, 1924
- Eucharis scylla Nikol'skaya, 1952
- Eucharis shestakovi Gussakovskiy, 1940
- Eucharis specularis Ruschka, 1924
- Eucharis turanica Gussakovskiy, 1940
- Eucharis turca Nikol'skaya, 1952